# Fehérsávos földibagoly
A fehérsávos földibagoly (Euxoa hastifera)  a rovarok (Insecta) osztályának a lepkék (Lepidoptera) rendjéhez, ezen belül a bagolylepkefélék (Noctuidae) családjához tartozó faj.

## Alfajai
- Euxoa hastifera hastifera
- Euxoa hastifera pomazensis (Magyarország)
- Euxoa hastifera Abdallah (Portugália, Spanyolország, Marokkó)
- Euxoa hastifera geghardica (Örményország)

## Fordítás
- Ez a szócikk részben vagy egészben  az   Euxoa hastifera című angol Wikipédia-szócikk fordításán alapul.  Az eredeti cikk szerkesztőit annak laptörténete sorolja fel. Ez a jelzés csupán a megfogalmazás eredetét és a szerzői jogokat jelzi, nem szolgál a cikkben szereplő információk forrásmegjelöléseként.